# Rovdjur
Rovdjuren (Carnivora) är en ordning i klassen däggdjur. Ordet "rovdjur" kan även användas i betydelserna köttätare och predator.
Det vetenskapliga namnet Carnivora är sammansatt av de latinska orden caro, carnis (kött) och voro (sluka). Namnet betyder alltså köttätare. Trots det är ett stort antal arter i denna ordning allätare som förutom kött även äter bär, gräs och andra växtämnen. En art, jättepandan, äter nästan uteslutande vegetabilisk föda. 
Det finns omkring 270 arter fördelade på 110 släkten i denna ordning, som förekommer i många mycket speciella former. De lever på alla kontinenter, men i Antarktis finns de bara vid kusterna. I Australien, som tidigare inte hade några inhemska rovdjur i kontinentens inre, infördes dingon av människan. Däremot fanns andra landlevande köttätare i Australien, men dessa tillhör kräldjuren och pungdjuren. 
Rovdjuren utvecklades ur creodonterna för omkring femtio miljoner år sedan under tertiärtiden.

## Kännetecken

### Allmänt
Rovdjuren har utvecklat ett vitt register av former. Bredvid stora och robusta djur som björnar finns smala individer som viverrider och vissa kattdjur. De tre familjer som sammanfattas under namnet sälar har anpassat sig till ett liv i vatten och utvecklat fenor. Storleksmässigt varierar de ifrån vesslan som ibland bara väger 35 gram till den mycket stora sydliga sjöelefanten som kan nå en vikt på upp till fyra ton. Denna art tillhör för övrigt de största i hela däggdjursklassen. Till skillnad från växtätande däggdjur är rovdjursögonen i regel framåtriktade vilket gör dem skickliga på att uppskatta avståndet inför en attack.

### Käkar och tänder

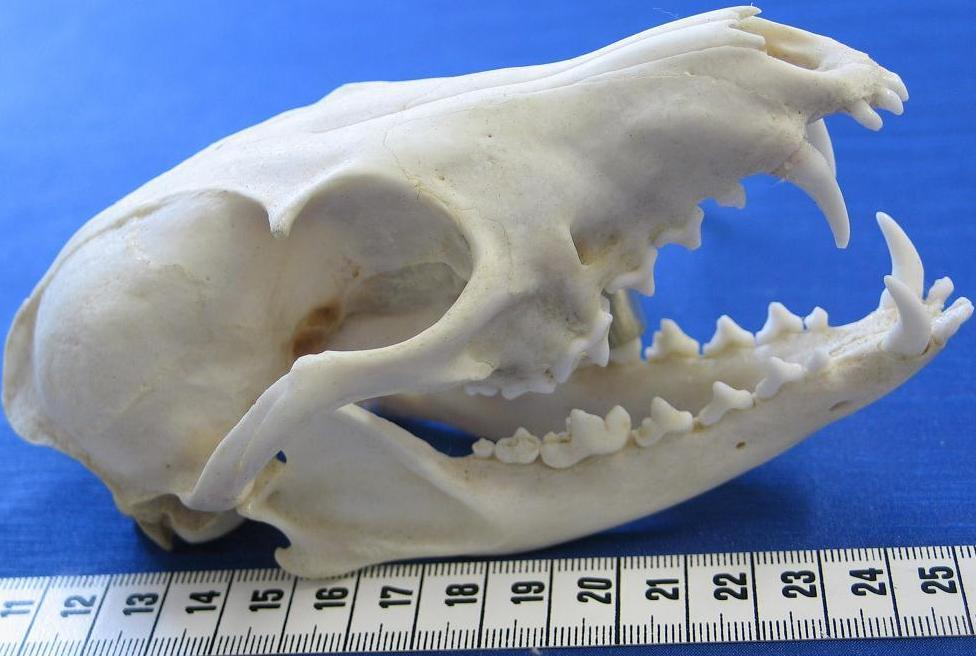
Skalle av en rödräv.

Alla landlevande rovdjur utvecklades ur förfäder med följande tandformel: incisiver (framtänder) 3/3, caniner (hörntänder) 1/1, premolarer (främre kindtänder) 4/4 och molarer (kindtänder) 3/3. Beroende på art har dessa tänder olikartade utformningar men hörntänderna är vanligen förlängda och spetsiga. Hos de flesta arter finns i varje käke sex små framtänder. Det finns bara två undantag, det ena är läppbjörnen som i övre käken bara har fyra framtänder för att suga insekter genom klaffen mellan tänderna, och det andra är havsuttern som i undre käken bara har fyra framtänder.
Landlevande rovdjur har dessutom ett distinkt kännetecken i sin tanduppsättning som kallas rovtand (i bilden ligger den ungefär ovanpå 20 centimeters- markeringen). Det är egentligen ingen särskild tand utan en sax av två olika tänder för att skjuva (klippa) köttet. På varje sida av munnen bildas denna sax av den sista premolaren i övre käken (P4) och den första molaren i undre käken (M1). Saxen uppstår på grund av att dessa tänder står lite osymmetriskt mot varandra. Hos hyenor är denna sax särskilt kraftig och de har förmåga att slita sönder större ben. Hos björnar och halvbjörnar är saxen mindre välutvecklad. De övriga kindtänderna är i jämförelse med dessa tänder små. Hos vissa grupper som kattdjur finns inte alla molarer.
Sälarnas tanduppsättning skiljer sig mycket från landrovdjurens tänder. De är anpassade för att hålla fast hala fiskar och därför finns i sälarnas käkar ofta ett eller två par undre framtänder, inte särskilt påfallande hörntänder samt 12 till 24 konformiga likartade kindtänder. Extrema undantag utgör valrossarnas huggtänder och de modifierade kindtänderna hos krabbätarsälen.
Underkäken är förankrad på så sätt i överkäken att den bara kan röra sig uppåt och nedåt. Rovdjuren saknar alltså förmåga att mala sin föda och slukar därför ofta stora köttbitar.

### Skelett och extremiteter

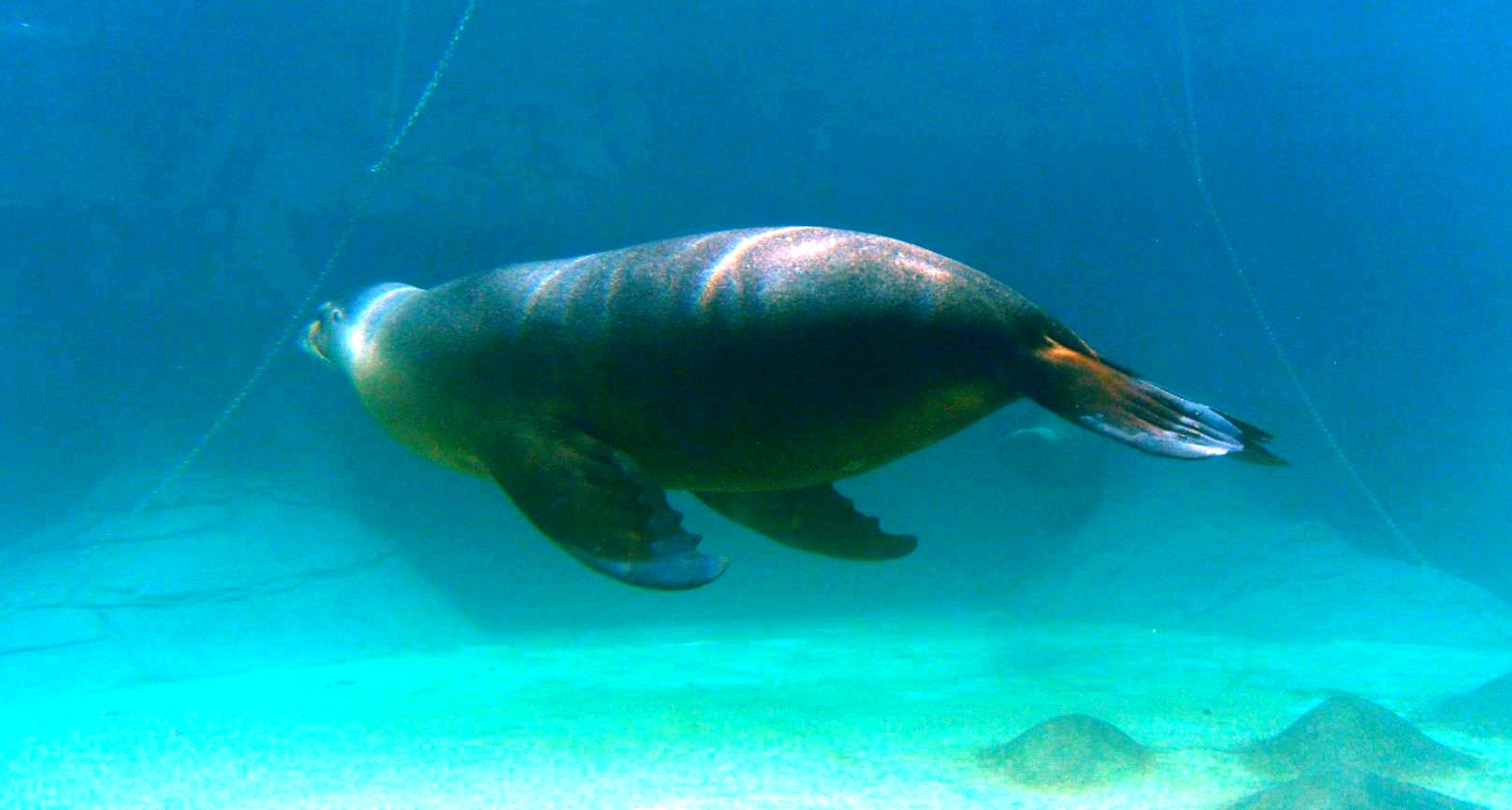
Hos sälar som denna australiska sjölejon är extremiteterna omvandlade till fenor.

Nyckelbenet är hos alla rovdjur (även sälar) kraftigt förminskat, eller saknas helt, och är fästa med ligament. De har sammanvuxna båtben och månben så att handleden blir stadigare.
Landlevande rovdjur har fyra eller fem tår på varje fot medan sälar har fenor där tårna är omgivna av simhud. Tummen är inte motsättlig till de andra tårna och hos vissa arter är den bakåtbildad. Några rovdjur som kattdjur och hunddjur är tågångare medan andra är hälgångare (till exempel björnar). Vissa katter och viverrider kan dra in sina klor.

### Inre organ
Då rovdjur oftast är mindre specialiserade på föda än till exempel växtätare är deras matsmältningssystem enklare uppbyggda och har även en högre anpassningsbarhet. Huvudsakligen består matsmältningssystemet av magsäck och en relativt kort tarm. Hos honorna ligger mjölkkörtlarna vid buken och hannar har ett penisben och testiklar som ligger utanför penisen.

## Utbredning och habitat
Med cirka 270 arter är rovdjuren en av de artrikaste ordningarna i klassen däggdjur. Idag förekommer ordningens arter över hela jorden men i Antarktis lever de bara vid kustlinjerna. Med undantag av kolonier av öronsälar saknade Australien rovdjur före människans ankomst. Under historisk tid introducerades dingon på kontinenten och senare infördes rödräven samt tamhundar och tamkatter.
Alla medlemmar i överfamiljen kattliknande rovdjur har, med undantag av kattdjuren själva som även förekommer i Amerika, sitt naturliga utbredningsområde i Gamla världen. Utbredningsområdet för två familjer av denna överfamilj är jämförelsevis litet, familjen Eupleridae förekommer bara på Madagaskar och leopardmårdar lever bara i centrala Afrika. De övriga familjer som tillhör de kattliknande rovdjuren, alltså hyenor, manguster och viverrider finns i Afrika, Asien och vissa delar av Europa. Av de hundliknande rovdjuren förekommer hunddjur, björnar och mårddjur över nästan hela världen men de saknades ursprungligen i Australien och Antarktis. Idag finns inga björnar kvar i Afrika då den population av brunbjörn som levde i Atlasbergen dog ut under 1870-talet. Skunkar lever i Sydostasien och Amerika, kattbjörnen som ofta listas i en egen familj lever i Asien och halvbjörnarnas naturliga utbredningsområde är Amerika. Med tre familjer förekommer sälarna vid kustlinjerna av alla kontinenter och vissa arter har även populationer i insjöar.
Rovdjuren har anpassat sig till olika habitat och förekommer i allt från istäckta hav till tropiska regnskogar, från träskmarker till torra ökenområden.

## Levnadssätt

### Socialt beteende
Rovdjurens sociala beteende varierar starkt mellan de olika systematiska grupperna och arterna. Ofta hänger det sociala beteendet samman med artens sätt att jaga eller hur den födosöker. Det finns en mängd olika sociala strukturer som arter som lever i flock (varg, lejon), i koloni (sjölejon), ensamlevande individer (leopard, brunbjörn) eller arter som lever i mindre familjegrupper (schakaler).

### Föda

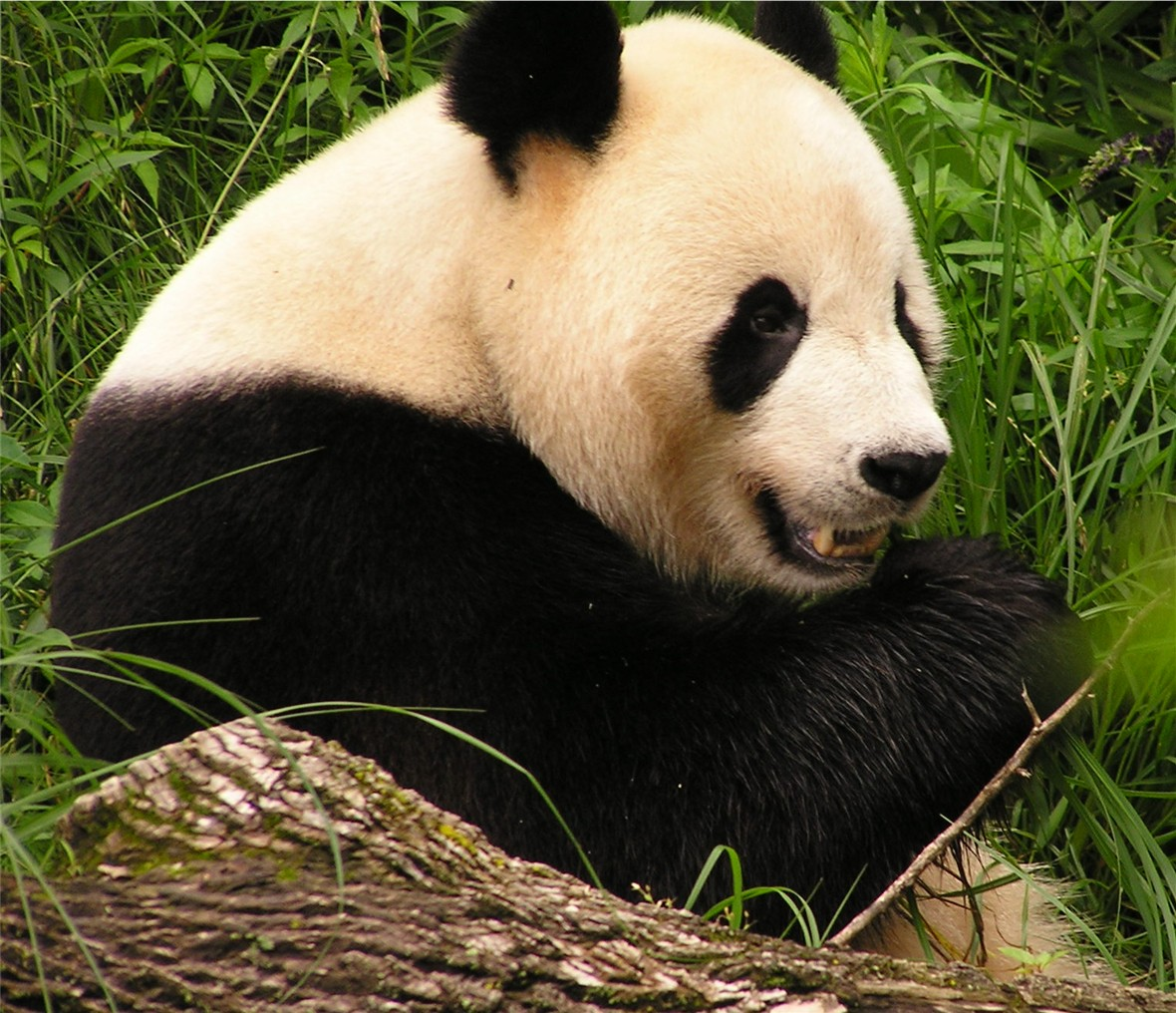
Jättepandan livnär sig främst av bambu.

De flesta rovdjur är köttätare som täcker sitt behov av kött genom jakt eller genom att äta as. Dessutom finns en större grupp i ordningen som är omnivor, alltså allätare, som förutom kött äter bär och andra växtdelar. Flera mindre arter som manguster och även några större arter som afrikansk öronhund, jordvarg och läppbjörn livnär sig till största del av ryggradslösa djur, främst insekter. Vissa rovdjur, däribland jättepandan, leopardmård och veckelbjörnen har växter som huvudföda.
Sättet hur rovdjuren jagar varierar starkt inom ordningen. Några medlemmar, som till exempel vildhundar följer uthålligt efter sina byten tills rovet tröttas ut. Andra rovdjur, som kattdjur, smyger sig på och slår bytet med en överraskningsattack. Mårdar har förmåga att fånga snabbklättrande ekorrar som vistas i träd och vesslor jagar sina byten i gångsystem under jorden. Stora sälar som sjöelefanter dyker ibland 1000 meter ner till sina födokällor. Vissa rovdjur har förmåga att döda byten som är betydligt större än de själva, exempelvis tigrar som jagar gaur (stora sydöstasiatiska oxdjur) medan hermeliner kan döda sju gånger tyngre vildkaniner.

### Fortplantning
Hos de flesta rovdjur har honorna förmåga att para sig en gång per år men hos mindre arter förekommer flera kullar. Hos särskilt stora arter som storkatter eller björnar är det två till tre år mellan födslarna. Dräktighetsperioden varierar mycket mellan 50 och 115 dagar. Ungarna är vid födelsen oftast små och blinda och de saknar i början förmåga att överleva självständigt.
Hos några mårddjur och björnar vilar ägget (eller fostret) efter befruktningen. På så sätt föds ungarna alltid under årstider som är gynnsamma för ungdjurets utveckling.
Sälar lever oftast längre än landrovdjuren. Vissa vattenlevande rovdjur blir upp till 40 år gamla medan små individer från släktet Mustela i naturen bara har en livslängd på omkring ett år.

## Systematik

### Yttre systematik
Utifrån molekylärgenetiska studier framkom det att rovdjuren tillhör överordningen Laurasiatheria tillsammans med ordningarna äkta insektsätare, fladdermöss, uddatåiga hovdjur, Cetartiodactyla (valar och partåiga hovdjur) samt myrkottar. I denna grupp placeras rovdjuren tillsammans med myrkottar och den utdöda gruppen Creodonta i taxonet Ferae. Systergruppen till Ferae utgörs enligt aktuell uppfattning av de uddatåiga hovdjuren. En kladogram som visar släktskapet inom överordningen har enligt Westheide/Rieger följande utseende:
```
 
Laurasiatheria

    ├─ 
Äkta insektsätare
 (Eulipotyphla)
    └─ 
Scrotifera

        ├─ 
Fladdermöss
 (Chiroptera)
        └─ 
Fereuungulata

            ├─ 
Cetartiodactyla
 (
partåiga hovdjur
 och 
valar
)
            └─ 
Zooamata

                ├─ 
Uddatåiga hovdjur
 (Perissodactyla)
                └─ Ferae
                    ├─ 
Myrkottar
 (Pholidota)
                    ├─ 
Creodonta
 †              
                    └─ 
Rovdjur
 (Carnivora)
```

Angående släktförhållandena mellan de tre grupperna inom taxonet Ferae är zoologerna i stort sett överens men övriga förhållanden i gruppen Laurasiatheria är omstridda.

### Inre systematik

#### Grovindelning

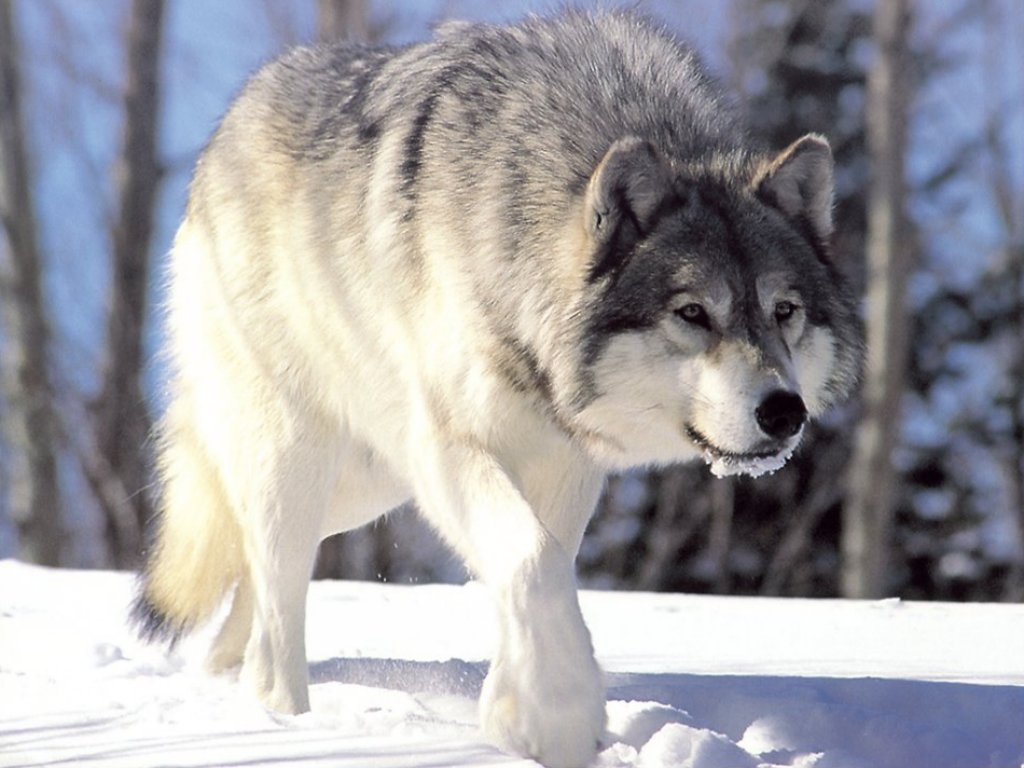
Vargen (Canis lupus) tillhör familjen hunddjur.

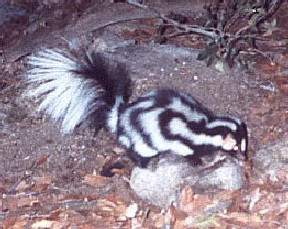
Fläckskunkar som Spilogale gracilis tillhör familjen skunkar.

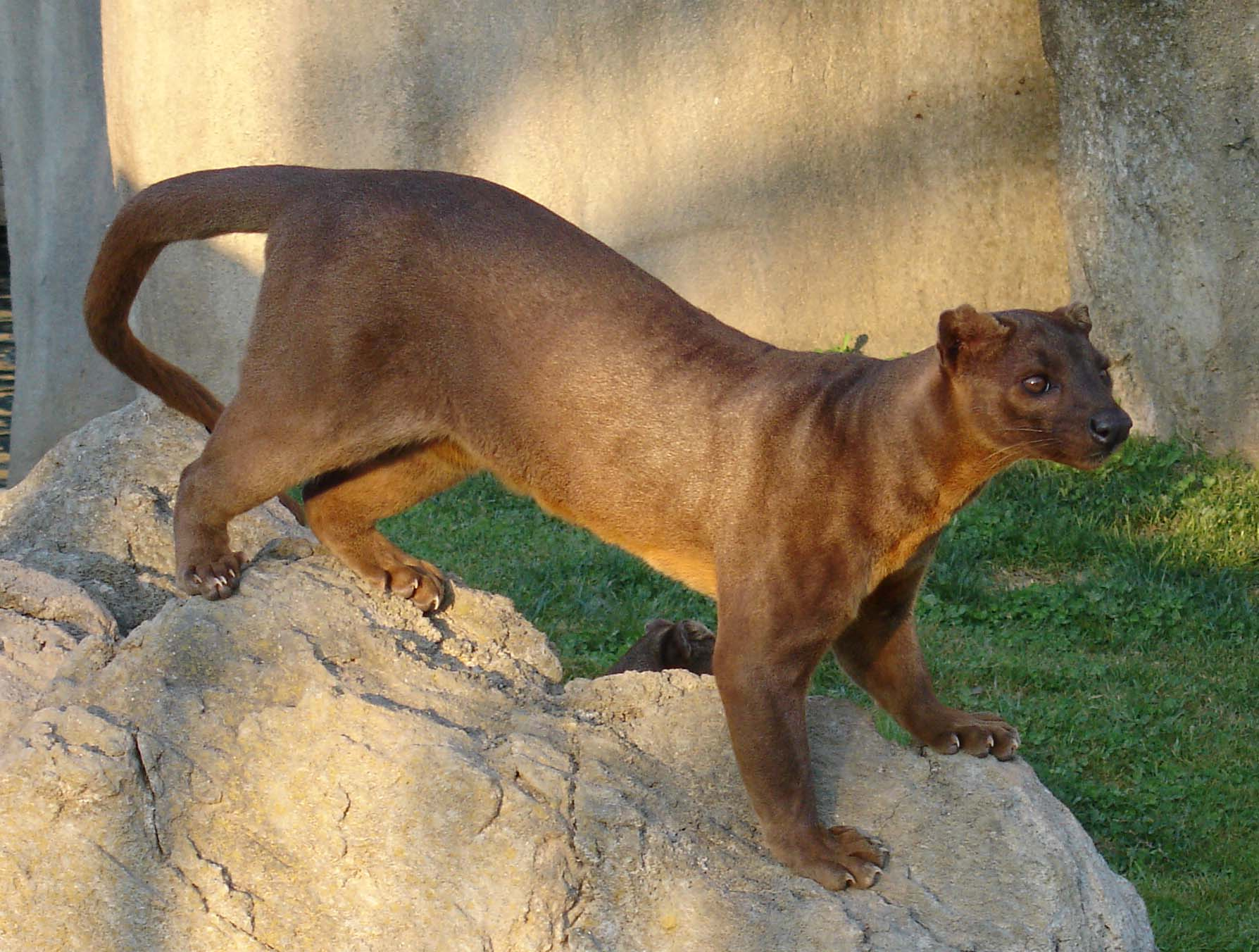
Fossa och andra rovdjur på Madagaskar listas numera i familjen Eupleridae.

Rovdjur indelas på klassiskt sätt i de två underordningarna landrovdjur (Fissipedia) och vattenrovdjur (Pinnipedia). Till de senare räknades alla sälar och till de tidigare alla rovdjur som lever på land. Idag anses denna indelning vara föråldrad och man delar istället upp gruppen i underordningarna hundliknande (Caniformia) och kattliknande (Feliformia) rovdjur. Även denna indelning grundar sig på molekylärgenetiska undersökningar. Uppdelning var beskriven sedan tidigare men det var först i senare tid som det klargjordes att även sälarna tillhör de hundliknande rovdjuren.
Ännu idag är det oomstritt att de tre familjer som sammanfattas under namnet sälar utgör en monofyletisk grupp och alltså utvecklades ur samma förfader. Även för de flesta andra traditionella familjer är det bevisat att de utgör monofyletiska grupper. Det gäller särskilt för hunddjuren, kattdjuren, björnar och hyenor. Även andra familjer som mårddjur, halvbjörnar, viverrider och manguster är idag giltiga taxa men några av medlemmarna flyttades till andra familjer. Till exempel bildar skunkar tillsammans med de sydöstasiatiska stinkgrävlingarna en egen familj, kattbjörnen listas ofta i en egen familj och alla rovdjur på Madagaskar bildar en ny familj (Eupleridae). Likaså placeras leopardmården idag i en egen familj.
- Underordning Hundliknande rovdjur (Caniformia eller Canoidea) 
  - Hunddjur (Canidae)
  - Skunkar (Mephitidae)
  - Valrossar (Odobenidae)
  - Öronsälar (Otariidae)
  - Öronlösa sälar (Phocidae)
  - Björnar (Ursidae)
  - Halvbjörnar (Procyonidae)
  - Kattbjörnar (Ailuridae)
  - Mårddjur (Mustelidae)
- Underordning Kattliknande rovdjur (Feliformia eller Feloidea)
  - Kattdjur (Felidae)
  - Hyenor (Hyaenidae)
  - Manguster (Herpestidae)
  - Viverrider (Viverridae)
  - Leopardmårdar (Nandiniidae)
  - Eupleridae

#### Nyare forskningsresultat angående systematiken
Med hjälp av molekylärgenetiska undersökningar förtydligades släktskapsförhållanden mellan flera rovdjursfamiljer, trots att en del frågor fortfarande är olösta.
Det är idag bekräftat att hunddjuren (Canidae) inom gruppen hundliknande rovdjur utgör systergruppen till alla övriga familjer i underordningen som därmed sammanfattas som taxonet Arctoidea. Arctoidea delas upp i tre huvudklader: björnar, sälar och Musteloidea. Till sistnämnda gruppen räknas kattbjörnar, skunkar, halvbjörnar och mårddjur. Systematiken inom Musteloidea är inte helt utredd, mårdar och halvbjörnar är troligen närmare släkt med varandra och bildar en klad. Denna klad är systergrupp till skunkarna och alla tre familjer utgör en utvecklingsgren som antas vara systergruppen till kattbjörnen. Jättepandan räknas idag till björnarna (Ursidae). Den utdöda familjen Amphicyonidaes ställning inom underordningen hundliknande rovdjur är fortfarande oklar.
Överraskande var för forskarna att leopardmården bildar en egen familj som i sin tur är systergrupp till alla övriga familjer i underordningen kattliknande rovdjur. Dessutom bildar alla rovdjur på Madagaskar en familj som är nära släkt med mangusterna. Systergruppen till dessa två familjer antas vara hyenorna. I underordningen kattliknande rovdjur finns bredvid leopardmården tre huvudgrenar: (1) kattdjur som kanske inrymmer linsanger, (2) viverrider och (3) den beskrivna gruppen med hyenor, manguster och Madagaskars rovdjur. Hittills är zoologerna inte ense om hur de utdöda familjerna Nimravidae, Barbourofelidae, Stenoplesictidae, och Percrocutidae passar in i underordningen.
En möjligt kladogram skulle se ut som följande.
```
Carnivora (Rovdjur)
   ├─ Canoidea (
Hundliknande rovdjur
) 
   │ ├─ ?
Miacidae
 †
   │ ├─ ?
Amphicyonidae
 †
   │ ├─  Canidae (
Hunddjur
)    
   │ └─  Arctoidea
   │    ├─ Ursidae (
Björnar
)
   │    └─ N. N.
   │       ├─ Pinnipedia (
Sälar
) 
   │       │  ├─ Phocidae (
Öronlösa sälar
)        
   │       │  └─ N. N.
   │       │      ├─ Otariidae (
Öronsälar
)          
   │       │      └─ Odobenidae (
Valrossar
)
   │       │ 
   │       └─ Musteloidea
   │              ├─ Ailuridae (
Kattbjörnar
)        
   │              └─ N. N.
   │                 ├─ Mephitidae (
Skunkar
)        
   │                 └─ N. N.
   │                     ├─ Procyonidae (
Halvbjörnar
)          
   │                     └─ Mustelidae (
Mårddjur
)
   │
   └─ Feloidea (
Kattliknande rovdjur
)
        ├─ ?
Viverravidae
 †
        ├─ ?
Nimravidae
 †
        ├─ ?
Barbourofelidae
 †
        ├─ ?
Percrocutidae
 † 
        ├─ 
Nandiniidae
 
        └─ N. N.
            ├─ Viverridae (
Viverrider
)
            ├─ Felidae (
Kattdjur
)
            └─ N. N.
                ├─ Hyaenidae (
Hyenor
)
                └─ N. N.
                     ├─ Herpestidae (
Manguster
) 
                     └─ 
Eupleridae
```

## Evolution

### Uppdelning i katt- och hundliknande rovdjur
Enligt sedvanlig uppfattning delades ordningen rovdjur redan under tidig paleocen (ungefär 65 miljoner år sedan) i två stora utvecklingslinjer, kattliknande respektive hundliknande rovdjur. Traditionellt räknas den utdöda familjen Viverravidae som den äldsta gruppen i underordningen kattliknande rovdjur. Fossil av denna familj hittades i Nordamerika och dateras till mellersta paleocen. Som den tidigaste gruppen inom hundliknande rovdjur ansågs länge miaciderna (ursprungligen betraktade som förfäder till alla rovdjur) som uppkom under senare paleocen. Miaciderna hade så pass flexibla tassar att de troligen hade förmåga att klättra i träd, de hade en fullständig tanduppsättning med 44 tänder och rovdjurstanden hade utvecklats.
Nyare studier tyder på att miacider och Viverravidae inte utgör de direkta anfäderna till de nämnda underordningarna och vissa biologer placerar dem helt utanför ordningen Carnivora. Dessutom betraktas gruppen miacider idag som parafyletisk. På grund av dessa resultat antas numera att rovdjuren skilde sig för 50 till 43 miljoner år sedan från sina huvudlinjer.

### Utveckling inom kattliknande rovdjur

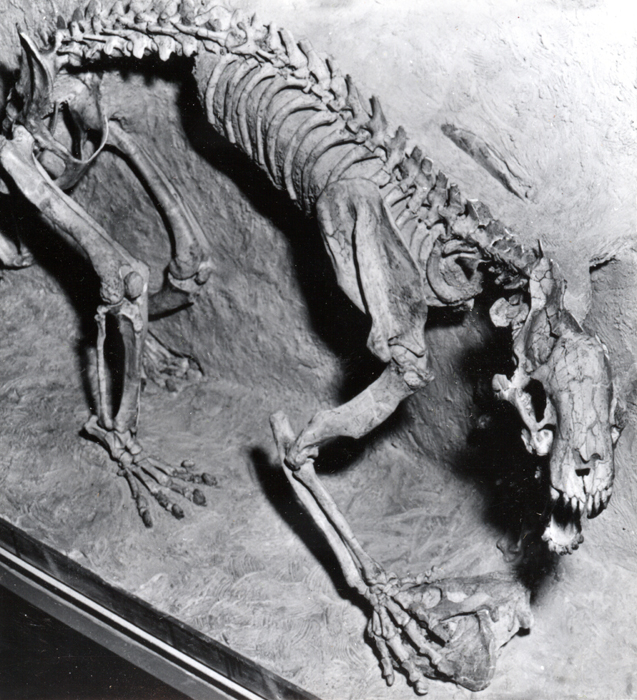
Hoplophoneus mentalis räknas till den utdöda familjen Nimravidae.

En av de äldsta grupperna i underordningen är Nimravidae som påminner starkt om kattdjur (Felidae) men som utgör en självständig familj. Denna grupp uppkom under senare eocen i Nordamerika och Eurasien. En annan utdöd grupp, Barbourofelidae, betraktades tidigare som underfamilj till Nimravidae men har idag familjstatus. Medlemmar av Barbourofelidae levde fram till senare miocen och ett av de sista släktena var Barbourofelis med arter i Nordamerika.
Som första medlem i familjen kattdjur betraktas idag Proailurus som levde under oligocen och miocen i Europa. Den hade ungefär samma storlek som en ozelot. Under miocen ökade kattdjuren sitt utbredningsområde och trängde undan de nordamerikanska Nimravidae. Under pliocen nådde deras utbredningsområde Sydamerika. Alla andra familjer av underordningen stannade i gamla världen. Enda undantaget var några släkten av hyenor som under pliocen levde i Nordamerika.

### Utveckling inom hundliknande rovdjur
De hundliknande rovdjuren fick sitt namn från familjen hunddjur som har sitt utvecklingshistoriska ursprung på den nordamerikanska kontinenten. Släktet Hesperocyon som uppkom under mellersta eocen är idag den äldsta kända medlemmen i familjen. Hunddjurens utbredningsområde nådde under miocen fram till Europa och spred sig under pliocen till Afrika, Asien och Sydamerika.
Även den andra familjen i underordningen, björnarna, uppkom först i Nordamerika och vandrade under miocen till Europa och Afrika. I jämförelse med dagens arter var den första björnen liten. Skallen av släktet Parictis, som levde under senare eocen, var bara 7 centimeter lång. Fram till tidig oligocen uppkom även alla andra familjer inom hundliknande rovdjuren och tidiga fossil är kända från Nordamerika och gamla världen. Liksom de kattliknande rovdjuren nådde de hundliknande rovdjuren Sydamerika efter att Panamanäset bildats.
Sälarna existerade inte förrän oligocen. Enaliarctos som levde under senare oligocen vid dagens Kalifornien och Japan hade redan fenor. Kindtänderna för dessa tidiga sälsläkten liknade starkt landrovdjurens kindtänder. Under miocen var sälarna uppdelade i de tre kända familjerna. Öronsälar och valrossar levde vid denna tid i Stilla havet nära Nordamerikas kustlinjer och öronlösa sälar fanns då bara i norra Atlanten.

## Kulturhistoria

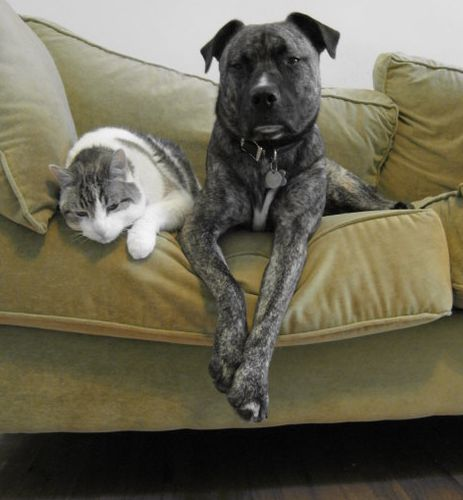
Katt och hund är domesticerade rovdjur.

Sedan forntiden betraktas rovdjur som människans konkurrenter. Många rovdjur ansågs som farliga och de miste därför stora delar av sina utbredningsområden då de blev jagade av människor. Flera rovdjur är idag starkt hotade på grund av att deras päls används för kläder eller som jakttrofé. Andra har jagats därför att de angripit människors husdjur. Till och med i skyddsområden som Yellowstone nationalpark blev rovdjuren förföljda och vargen utrotades där efter nationalparkens inrättning. Flera arter är idag akut hotade i beståndet och särskild de stora rovdjuren har idag populationer som är relikter i jämförelse med deras tidigare population.
I vissa regioner började man tänka om. Framförallt i Europa och Nordamerika pekar utvecklingen idag åt en riktning som är gynnande för rovdjuren. Vargen återinfördes i Yellowstones nationalpark och i Europa återtar vargar, brunbjörnar och lodjur sina gamla habitat. Några arter med bra anpassningsförmåga som rödräven hittas idag bland människans boplatser och den överlever till och med i moderna storstäder.
Många rovdjur, huvudsakligen de stora arterna som lejon, tiger, björnar och varg, har fått mytisk betydelse och de ingår i ett flertal sagor.
Några arter, till exempel tamhund och tamkatt, har blivit domesticerade och används idag som husdjur. En del arter av familjen mårddjur har man fött upp i pälsfarmar för att använda deras päls. Tamillrar har använts som hjälp för jakt på kanin och harar. 
Vissa arter blev kända för att de överför smittande sjukdomar, till exempel är rödräven och mårdhunden i Centraleuropa vanliga smittoreservoarer av rabies.